# Склад Української Національної Ради ЗУНР
18—19 жовтня 1918 р. в приміщенні Народного Дому у Львові відбулася Конституанта (Конституційні Збори) — українське представницьке зібрання (близько 500 осіб), яке обрало Українську Національну Раду (УНРада), що згодом стала вищим законодавчим органом Західно-Української Народної Республіки.

## Представники більшости Палати панів Райхсрату
- Андрей (Шептицький)
- Барвінський Олександр
- Горбачевський Іван

## Сеймові вірилісти (представники духовенства)
- Йосафат (Коциловський)
- Григорій (Хомишин)

## Парламентські посли
- Бачинський Володимир
- Бачинський Лев
- Будзиновський В'ячеслав
- Василько Микола
- Голубович Сидір
- Дністрянський Станіслав
- Загайкевич Володимир
- Колесса Олександр
- Лаврук Павло
- Лагодинський Микола
- Левицький Кость
- Левицький Лев
- Лукашевич Антін
- Онишкевич Степан
- Петрицький Михайло
- Петрушевич Евген
- Погорецький Омелян
- Романчук Юліан
- Семака Ілля
- Сінгалевич Володимир
- Степун Микола
- Старух Тимотей
- Стефаник Василь
- Смаль-Стоцький Степан
- Трильовський Кирило
- Цегельський Лонгин

## Сеймові посли
- Ваньо Теодор
- Винничук Лазар (галичанин, селянський діяч (війт)[1]
- Горбачевський Антін
- Думка Павло
- Капустинський Олександр[2] (Іван)
- Кивелюк Іван
- Кормош Теофіл
- Король Михайло, адвокат, Жовква,
- Кохановський Іван
- Куровець Іван
- Макух Іван
- Метелля Северин
- Новаківський Михайло
- Перфецький Роман[3]
- Попович Омелян
- Рожанковський Теодор
- Сандуляк Іван
- Тершаковець Гринь

## Представники політичних партій

### Трудова партія
- Баран Степан
- Витвицький Степан
- Лозинський Михайло
- Панейко Василь Лукич
- Стефанович Олександр
- Томашівський Степан

### Соціал-демократична партія
- Бірчак Володимир
- Бойкевич (Бойкович) Микола[4]
- Ганкевич Микола
- Калинович Іван
- Крупа Осип
- Кулицький Роман — гірничний інженер,
- Лісковацький Іван
- Маріяш Гриць — хімік,
- Скибінський Рудольф
- Чарнецький Антін

### Християнсько-суспільна партія
- Барвінський Богдан
- Гординський Ярослав
- Дзерович Юліан
- Кархут Спиридон
- Студинський Кирило

### Представники академічної молоді
- Кульчицький Олександр
- Полянський (Терлецький[5]) Степан
- Сілецький Степан

### Преставники Буковинської Національної Ради
- Артимович Агенор
- Безпалко Осип
- Білинський Клавдій
- Добрянська Ксенія[6]
- Дрогомирецький Никола
- Іваницький Омелян
- Карбулицький Іларіон
- Кордуба Мирон
- Левицька Михайлина[7]
- Левицький Микола (Теодор[8])
- Попович Ілько (Омелян)
- Сербинюк Юрій
- Федорович Володимир

### Представники повітів
- Банах Павло — Сокальський (повіт Сокаль)
- Бандера Андрій Михайлович — Калуський (повіт Калуш)
- Бараник Василь — Заліщицький (повіт Заліщики)
- Глушко Роман — Бережанський
- Демчук Михайло — Перемиський
- Домбровський Августин — Товмацький
- Дикий Дмитро — Бібрський[9]
- Дувіряк Гриць — Печеніжинський
- Загульський Микола — Золочівський
- Замора Федір — Городенківський
- Залеський Тадей — Самбірський
- Карачевський Теофіль — Старосамбірський
- Карпінський Платон — Теребовельський
- о. Качмарський Євстахій — Сколівський
- Королюк Мартин — Станиславівський
- Костишин Ілія — Зборівський
- Кузів Гриць — Дрогобицький
- Кунько Іван (Антін[10]) — Тернопільський
- Курбас Роман — Борщівський
- Левицький Микола — Жидачівський
- Манько Андрій — Добромильський
- Марітчак Олександр — Рудківський
- Маркус Яким — Стрийський
- о. Матковський Северин — Гусятинський[11]
- Нагірняк Василь — Надвірнянський
- Назаревич Степан — Бродівський
- Онищук Антін — Снятинський
- Паневник Дмитро — Богородчанський
- Пачовський Михайло — Долинський
- Петрушевич Степан — Радехівський
- Плиска Михайло — Бучацький
- Рутко Антін — Мостиський
- Сенчина Іван — Рогатинський
- Содомора Михайло — Підгаєцький
- Сушко Микола — повіт Львів-Щирець
- Тимощук Гриць — Коломийський
- о. Федевич Іван — Турківський
- о. Філяс Платонід — Жовківський
- о. Цегельський Михайло — Кам'янко-Струмилівський
- о. Чайковський Теодор — Яворівський
- Шекерик-Доників Петро — Косівський
- Шмігельський Андрій — Збаразький
- Юрчинський Остап (Евстахій)[12] — Чортківський

### Представники міст
- Алиськевич Андрій — Перемишль
- Бойцун Олександр — Самбір
- Весоловський Остап — Стрий
- Галібей Михайло — Львів
- Карманський Петро — Тернопіль
- Козаневич Мар'ян — Дрогобич
- Павлюх Гнат — Станіслав
- Петрушевич Лев — Бережани
- Сіяк Остап — Бучач
- Терлецький Гриць — Борислав
- Устиянович Осип — Станіслав
- Чернявський Іван — Коломия
- о. Юрик Степан — Золочів